# Meyrin
Meyrin es una ciudad y comuna suiza del cantón de Ginebra. 

## Geografía
Según la Oficina Federal de Estadística, la superficie de Meyrin es de 9,94 km². El 59,1% de la superficie es de uso urbanístico, 35,6% de uso agrícola, 4,3% bosques y 0,9% improductiva. La comuna forma parte de la aglomeración inmediata de la ciudad de Ginebra, y limita al norte con las comunas de Ferney-Voltaire (FRA-01) y Prévessin-Moëns (FRA-01), al este con Grand-Saconnex, al sur con Vernier, y al oeste con Satigny.

## Demografía
Según la Oficina Federal de Estadística, Meyrin tiene una población de 21 993 habitantes a finales de 2014.
El siguiente gráfico resume la evolución de la población de Meyrin desde 1850 y 2008:

## Historia

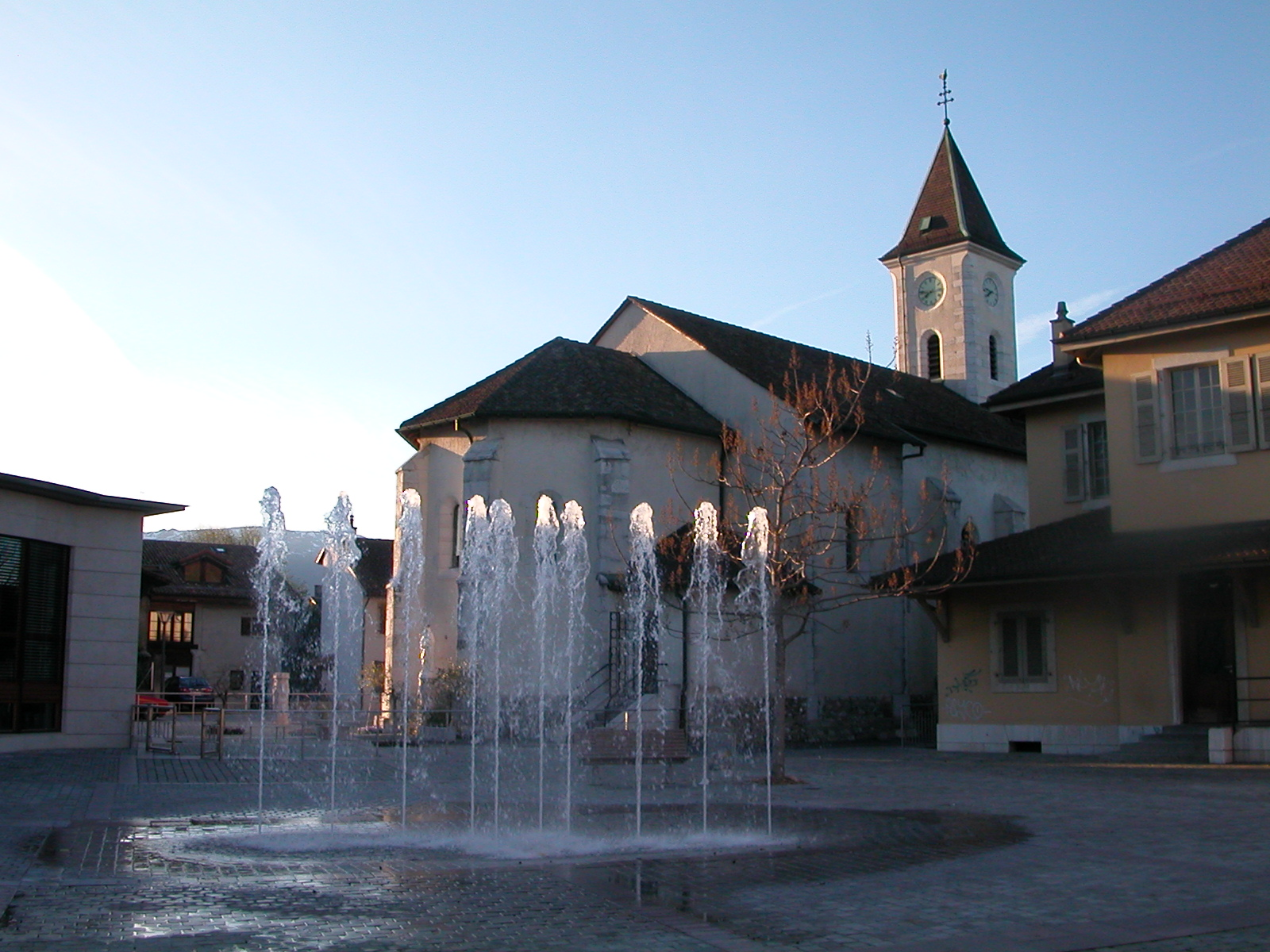
Plaza del pueblo de Meyrin.

En la Edad Media, el territorio de Meyrin era compartido entre dos señoríos, el de Livron y el de Meyrin. Estos últimos reinaron sobre sus actuales territorios mientras que los de Livron tenían sus bases en Cointrin y Mategnin. Estas tierras formaban parte del País de Gex, perteneciente a la Casa de Saboya desde mediados del siglo XIV. En 1536, los berneses ocuparon la región e impusieron el culto protestante. La ocupación bernesa duró 30 años y permitió el mejoramiento del nivel de vida. El retorno del duque de Saboya a sus antiguos territorios se tradujo en una represión sanguinaria y el retorno a la miseria. En 1601, el territorio de Gex pasó a manos de Enrique IV de Francia en virtud del tratado de Lyon. 
Después de un siglo XVII marcado por el retorno al catolicismo, el siglo XVIII termina con el fin del Antiguo Régimen y el País de Gex conoce el terror que reinó después de la Revolución Francesa. Después de la anexión de Ginebra a Francia en 1798, los habitantes de Meyrin pudieron entonces ejercer los mismos derechos políticos que los ginebrinos. En diciembre de 1813, siendo Emperador Napoleón Bonaparte, las tropas austríacas derrotaron a las fuerzas francesas en el País de Gex e impusieron una dura ocupación a la población de Meyrin. La ocupación duraría del 31 de diciembre de 1813 al 24 de marzo de 1814. Después de este período de tensión y en virtud del Tratado de Paris de 1815, la comuna de Meyrin fue cedida por Francia a Suiza para ser unida de nuevo a Ginebra el 10 de octubre de 1816.
El desarrollo de Meyrin se remonta a 1922, cuando se construyó la primera pista del futuro aeropuerto de Cointrin, que comenzó a dar un gran impulso a la comuna. En 1954, la Organización Europea para la Investigación Nuclear (CERN) se instaló en el territorio de la comuna y extendiéndose hacia la frontera franco-suiza. La presencia del aeropuerto internacional es una ventaja muy importante y desde entonces Meyrin se encuentra conectada a la autopista A1, lo que ha favorecido la instalación de numerosos funcionarios de organizaciones internacionales.
En los años 1960, Meyrin vivió una metamorfosis completa, pasando de un pequeño pueblo de 3.000 habitantes a una ciudad de alrededor de 19.000 habitantes en 1980. Meyrin fue en efecto escogida por las autoridades ginebrinas para acoger la primera ciudad satélite de Suiza, construida según las ideas urbanísticas inspiradas por Le Corbusier.

## Economía
El aeropuerto Internacional de Ginebra se encuentra en territorio de la comuna de Meyrin, así como el CERN. Algunas otras empresas con sede en Meyrin son: Bacardi, Chopard, Covance, DuPont, Firmenich, Hewlett-Packard (sede europea), Pouly Tradition, PrivatAir, Roger Dubuis y Skyguide.